# بيرت بيركنز
بيرت بيركنز (19 أكتوبر 1905 في المملكة المتحدة - 6 مايو 1992 بديربان في جنوب أفريقيا)  (بالإنجليزية: Bertie Perkins)‏ هو لاعب كريكت بريطاني (وحمل سابقاً جنسية المملكة المتحدة لبريطانيا العظمى وأيرلندا). لعب مع نادي مقاطعة غلاموركن للكريكت ‏.